# Banu Marwan
Els Banu Marwan (també Banu Merwan, Marwànides, Merwànides, Meruànides i Maruànides) fou una dinastia virtualment independent que va governar Extremadura i el sud de Portugal del 884 al 930.
Fou fundada per Abd al-Rahman ben Marwan ben Yunus, que va aconseguir de l'emir de Còrdova, Muhammad I, el reconeixement d'un gran domini, a canvi de mantenir l'orde i reconèixer la sobirania cordovesa. La debilitat de l'emirat en aquest moment aconsellava no tenir enemics com la família Banu Marwan (també Banu Merwan, Marwànida, Merwànida, Meruànida i Maruànida) que, com a conversos (muwalladun) i amb un poder local forjat durant anys, arrossegaven a tots els seus a la regió.
Abd al-Rahman va governar com a virtual emir independent (però sense tenir reconegut el títol) fins a la seva mort el 889 quan el va succeir el seu fill Marwan ben Abd al-Rahman. Aquest va morir el 923 i el va succeir el seu Abd al-Rahman II ben Marwan. El 930 forces de l'ara califa de Còrdova Abd al-Rahman III van entrar a Badajoz i van obligar a l'emir a sotmetre's. L'emirat va desaparèixer.